# Emerald Island (Aleuten)
Emerald Island ist eine unbewohnte Insel der Fox Islands, die zu den Aleuten gehören. Die etwa 500 m lange Insel liegt an der Südwestspitze von Unalaska. Der Name Emerald, z. dt. smaragdfarben, rührt von dem üppigen Grasbewuchs der Insel während der Sommermonate her.